# Эшли Астон Мур
Эшли Астон Мур (англ. Ashleigh Aston Moore), урождённая Эшли Роджерс (англ. Ashley Rogers); 30 сентября 1981 год (Суррей, Канада) — 10 декабря 2007 год (Бернаби, Британская Колумбия, Канада) — канадская киноактриса.

## Биография
Эшли Роджерс родилась в городе Суррей, Северная Колумбия, Канада. У неё было два младших брата Аэрон и Джейсон. При поддержке со стороны семьи, друзей, менеджера и агентов, Мур начала актёрскую карьеру с четырёх лет.
Самая известная роль Мур — Крисси в фильме «Время от времени». На протяжении нескольких лет она играла гостевые роли в различных телесериалах. Последней работой Мур стала роль в эпизоде сериала «Прикосновение ангела» 1997 года.
Умерла 10 декабря 2007 года в возрасте 26 лет. По сообщениям брата Джейсона от воспаления лёгких и бронхита. По другим данным от передозировки героина.